# Oscarsgalan 1954
Oscarsgalan 1954 som hölls 25 mars 1954 var den 26:e upplagan av Oscarsgalan där det prestigefyllda amerikanska filmpriset Oscar delades ut till filmer som kom ut under 1953.

## Priskategorier

### Bästa film
Vinnare:
Härifrån till evigheten - Buddy Adler
Övriga nominerade:
Julius Caesar - John Houseman
Den purpurröda manteln - Frank Ross
Prinsessa på vift - William Wyler
Mannen från vidderna - George Stevens

### Bästa manliga huvudroll
Vinnare:
Flykten från fångläger 17 - William Holden
Övriga nominerade:
Julius Caesar - Marlon Brando
Den purpurröda manteln - Richard Burton
Härifrån till evigheten - Montgomery Clift
Härifrån till evigheten - Burt Lancaster

### Bästa kvinnliga huvudroll
Vinnare:
Prinsessa på vift - Audrey Hepburn
Övriga nominerade:
Lili - Leslie Caron
Mogambo - Ava Gardner
Härifrån till evigheten - Deborah Kerr
Patty - Maggie McNamara

### Bästa manliga biroll
Vinnare:
Härifrån till evigheten - Frank Sinatra
Övriga nominerade:
Prinsessa på vift - Eddie Albert
Mannen från vidderna - Brandon De Wilde
Mannen från vidderna - Jack Palance
Flykten från fångläger 17 - Robert Strauss

### Bästa kvinnliga biroll
Vinnare:
Härifrån till evigheten - Donna Reed
Övriga nominerade:
Mogambo - Grace Kelly
Hondo - Geraldine Page
Min längtan är du - Marjorie Rambeau
Ficktjuven - Thelma Ritter

### Bästa regi
Vinnare:
Härifrån till evigheten - Fred Zinnemann
Övriga nominerade:
Mannen från vidderna - George Stevens
Lili - Charles Walters
Flykten från fångläger 17 - Billy Wilder
Prinsessa på vift - William Wyler

### Bästa manus
Vinnare:
Härifrån till evigheten - Daniel Taradash
Övriga nominerade:
Det grymma havet - Eric Ambler
Lili - Helen Deutsch
Prinsessa på vift - Ian McLellan Hunter, John Dighton
Mannen från vidderna - A.B. Guthrie Jr.

### Bästa berättelse
Vinnare:
Prinsessa på vift - Dalton Trumbo
Övriga nominerade:
Vingarna - Beirne Lay Jr.
Kaptens paradis - Alec Coppel
Rymlingen - Ray Ashley, Morris Engel, Ruth Orkin

### Bästa berättelse och manus
Vinnare:
Titanic - Charles Brackett, Walter Reisch, Richard L. Breen
Övriga nominerade:
Den stora premiären - Betty Comden, Adolph Green
Ökenråttorna - Richard Murphy
Den nakna sporren - Sam Rolfe, Harold Jack Bloom
Fronten väntar - Millard Kaufman

### Bästa foto (färg)
Vinnare:
Mannen från vidderna - Loyal Griggs
Övriga nominerade:
Farornas hav - George J. Folsey
Strid på havets botten - Edward Cronjager
Lili - Robert H. Planck
Den purpurröda manteln - Leon Shamroy

### Bästa foto (svartvitt)
Vinnare:
Härifrån till evigheten - Burnett Guffey
Övriga nominerade:
Stolpsängen - Hal Mohr
Julius Caesar - Joseph Ruttenberg
Martin Luther - Joseph C. Brun
Prinsessa på vift - Franz Planer, Henri Alekan

### Bästa scenografi (svartvitt)
Vinnare:
Julius Caesar - Cedric Gibbons, Edward C. Carfagno, Edwin B. Willis, Hugh Hunt
Övriga nominerade:
Martin Luther - Fritz Maurischat, Paul Markwitz
En kvinnas brott - Lyle R. Wheeler, Leland Fuller, Paul S. Fox
Prinsessa på vift - Hal Pereira, Walter H. Tyler
Titanic - Lyle R. Wheeler, Maurice Ransford, Stuart A. Reiss

### Bästa scenografi (färg)
Vinnare:
Den purpurröda manteln - Lyle R. Wheeler, George W. Davis, Walter M. Scott, Paul S. Fox
Övriga nominerade:
Riddarna av runda bordet - Alfred Junge, Hans Peters, John Jarvis
Lili - Cedric Gibbons, Paul Groesse, Edwin B. Willis, Arthur Krams
Störst är kärleken - Cedric Gibbons, E. Preston Ames, Edward C. Carfagno, Gabriel Scognamillo, Edwin B. Willis, F. Keogh Gleason, Arthur Krams, Jack D. Moore
Hennes kungarike - Cedric Gibbons, Urie McCleary, Edwin B. Willis, Jack D. Moore

### Bästa kostym (svartvitt)
Vinnare:
Prinsessa på vift - Edith Head
Övriga nominerade:
Teatergalen - Walter Plunkett
Drömhustrun - Helen Rose, Herschel McCoy
Härifrån till evigheten - Jean Louis
En kvinnas brott - Charles Le Maire, Renié

### Bästa kostym (färg)
Vinnare:
Den purpurröda manteln - Charles Le Maire, Emile Santiago
Övriga nominerade:
Den stora premiären - Mary Ann Nyberg
Call Me Madam - Irene Sharaff
Hur man får en miljonär - Charles Le Maire, Travilla
Hennes kungarike - Walter Plunkett

### Bästa ljud
Vinnare:
Härifrån till evigheten - John P. Livadary (Columbia SSD)
Övriga nominerade:
Västerns vilda dotter - William A. Mueller (Warner Bros. Sound Department)
Riddarna av runda bordet - A.W. Watkins (M-G-M Sound Department)
Högt spel i New Orleans - Leslie I. Carey (Universal-International Sound Dept.)
Världarnas krig - Loren L. Ryder (Paramount Sound Department)

### Bästa klippning
Vinnare:
Härifrån till evigheten - William A. Lyon
Övriga nominerade:
Crazylegs - Cotton Warburton
Patty - Otto Ludwig
Prinsessa på vift - Robert Swink
Världarnas krig - Everett Douglas

### Bästa specialeffekter
Världarnas krig -  (Paramount Studio)

### Bästa sång
Vinnare:
Västerns vilda dotter - Sammy Fain (musik), Paul Francis Webster (text) för "Secret Love".
Övriga nominerade:
Patty - Herschel Burke Gilbert (musik), Sylvia Fine (text) för "The Moon Is Blue".
Kär i dag - Nicholas Brodszky (musik), Leo Robin (text) för "My Flaming Heart".
Miss Sadie Thompson - Lester Lee (musik), Ned Washington (text) för "Sadie Thompson's Song (Blue Pacific Blues)".
Kuliga kumpaner - Harry Warren (musik), Jack Brooks (text) för "That's Amore".

### Bästa filmmusik (musikal)
Vinnare:
Call Me Madam - Alfred Newman
Övriga nominerade:
Den stora premiären - Adolph Deutsch
Västerns vilda dotter - Ray Heindorf
Dr T's 5000 fingrar - Friedrich Hollaender, Morris Stoloff
Kiss Me Kate - André Previn, Saul Chaplin

### Bästa filmmusik (drama eller komedi)
Vinnare:
Lili - Bronislau Kaper
Övriga nominerade:
Vingarna - Hugo Friedhofer
Härifrån till evigheten - Morris Stoloff, George Duning
Julius Caesar - Miklós Rózsa
This Is Cinerama - Louis Forbes

### Bästa kortfilm (tvåaktare)
Vinnare:
I björnskogen - Walt Disney
Övriga nominerade:
Benjamin och jag - Walt Disney
Return to Glennascaul -  (Dublin Gate Theatre Prod.)
Vesuvius Express - Otto Lang
Winter Paradise - Cedric Francis

### Bästa kortfilm (enaktare)
Vinnare:
Overture to The Merry Wives of Windsor - Johnny Green
Övriga nominerade:
Christ Among the Primitives - Vincenzo Lucci-Chiarissi
Herring Hunt -  (National Film Board of Canada)
Joy of Living - Boris Vermont
Wee Water Wonders - Jack Eaton

### Bästa animerade kortfilm
Vinnare:
Tut, Pip, Plong och Bom - Walt Disney
Övriga nominerade:
Christopher Crumpet - Stephen Bosustow
From A to Z-Z-Z-Z - Edward Selzer
Kalle Anka och Nalle Björn - Walt Disney
The Tell-Tale Heart - Stephen Bosustow

### Bästa dokumentära kortfilm
Vinnare:
The Alaskan Eskimo - Walt Disney
Övriga nominerade:
The Living City - John Barnes
Operation Blue Jay -  (U.S. Army Signal Corps)
They Planted a Stone - James Carr
The Word - John Healy, John Adams

### Bästa dokumentärfilm
Vinnare:
Den levande öknen - Walt Disney
Övriga nominerade:
Erövringen av Mount Everest - John Taylor, Leon Clore, Grahame Tharp
A Queen Is Crowned - Castleton Knight

### Heders-Oscar
Pete Smith
20th Century-Fox Film Corp.
Joseph I. Breen
Bell and Howell Co.

### Irving G. Thalberg Memorial Award
George Stevens